# Апостольский нунций в Ботсване
Апостольский нунций в Республике Ботсвана — дипломатический представитель Святого Престола в Ботсване. Данный дипломатический пост занимает церковно-дипломатический представитель Ватикана в ранге посла. Апостольская нунциатура в Ботсване была учреждена на постоянной основе 7 февраля 2009 года.
В настоящее время Апостольским нунцием в Ботсване является архиепископ Генрик Мечислав Ягодзиньский, назначенный Папой Франциском 20 августа 2024 года.

## История
В 2000 году Папой Иоанном Павлом II была учреждена Апостольская делегатура в Ботсване. Апостольская нунциатура в Ботсване была учреждена 7 февраля 2009 года, папой римским Бенедиктом XVI. Однако апостольский нунций не имеет официальной резиденции в Ботсване, в его столице Габороне и является апостольским нунцием по совместительству, эпизодически навещая страну. Резиденцией апостольского нунция в Ботсване является Претория — столица ЮАР.

## Апостольские нунции в Ботсване

### Апостольские делегаты
- Бласку Франсишку Колласу, титулярный архиепископ Оттавы — (24 мая 2000 — 17 августа 2006, в отставке);
- Джеймс Патрик Грин, титулярный архиепископ Альтино — (17 августа 2006 — 7 февраля 2009 — назначен апостольским нунцием в Перу);

### Апостольские нунции
- Джеймс Патрик Грин, титулярный архиепископ Альтино — (7 февраля 2009 — 15 октября 2011 — назначен апостольским нунцием в Перу);
- Марио Роберто Кассари, титулярный архиепископ Тронто — (10 марта 2012 — 22 мая 2015 — назначен апостольским нунцием на Мальте);
- Питер Брайан Уэллс, титулярный архиепископ Марсианополиса — (9 февраля 2016 — 8 февраля 2023 — назначен апостольским нунцием в Камбодже и Таиланде);
- Генрик Мечислав Ягодзиньский, титулярный архиепископ Лимосано — (20 августа 2024 — по настоящее время).